# Mitcham Common
Mitcham Common è un terreno comunale di 182 ettari situato nel sud di Londra. Si trova principalmente nel quartiere londinese di Merton, con parti a cavallo dei confini di Croydon e Sutton. È designato sito di importanza metropolitana per la conservazione della natura.

## Storia

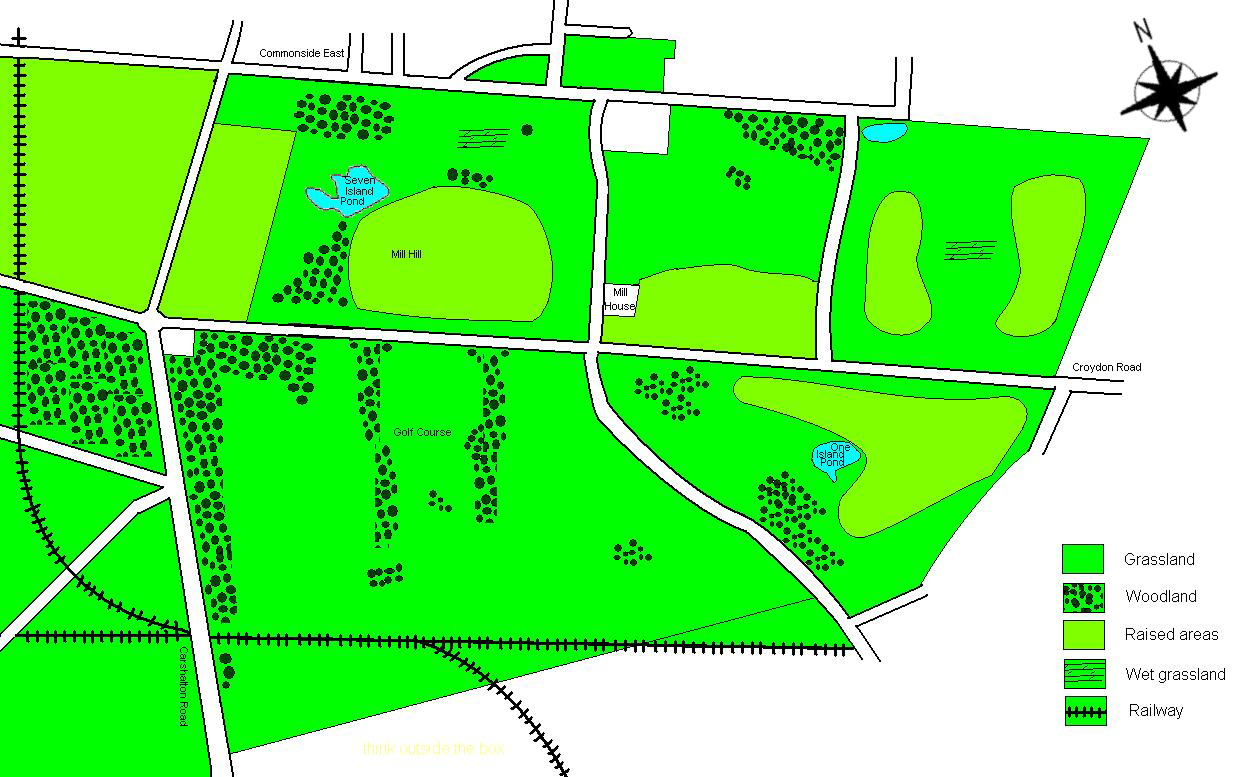
Mappa di Mitcham Common

In epoca feudale, la terra più povera e meno produttiva di una parrocchia era designata come terra comune a disposizione dei parrocchiani per pascolare animali e tagliare erba e legna da ardere. I membri di questa comunità con questi diritti erano conosciuti come cittadini comuni. Tuttavia, nel XIX secolo, quando il materiale per la costruzione di strade divenne una risorsa preziosa, il vecchio pascolo fu sostituito da una serie di fosse per l'estrazione della ghiaia.
Tale lavoro ha raggiunto un livello tale che l'opposizione pubblica ha portato alla protezione del Comune ai sensi del Metropolitan Commons Act e il costo del suo mantenimento è stato condiviso tra i consigli parrocchiali di Mitcham, Beddington, Wallington e Croydon secondo la proporzione del Comune in ogni confine parrocchiale.
Mitcham, ora parte del London Borough of Merton, sostiene la maggior parte dei costi, il resto va ai London Boroughs di Croydon e Sutton.

## Geografia e ambiente
Il corso del Tamigi è gradualmente cambiato, esponendo le graminacee inizialmente colonizzate da erbe e altre piante fiorite. Nel corso del tempo, le specie legnose hanno lentamente sopraffatto questi primi colonizzatori, sviluppando una vegetazione cespugliosa che è diventata più fitta fino a quando la foresta è cresciuta. I primi umani erano responsabili dell'abbattimento degli alberi e della soppressione della loro rigenerazione pascolando il bestiame e tagliando erba e legno per riscaldarsi.
Alla fine dell'Ottocento queste pratiche cessarono e il bosco riuscì a rigenerarsi. Questo processo ha consentito un susseguirsi di prati, attraverso una serie di fasi intermedie, a zone boschive.
Il Seven Islands Pond è il più grande degli stagni del Common ed è stato creato come risultato dell'estrazione di ghiaia nel XIX secolo. Lo stagno più recente realizzato, il Bidder's Pond è stato fondato nel 1990 e prende il nome da George Parker Bidder.

## Edifici
Ci sono alcuni edifici sul Common. Gli edifici che compongono la Windmill Trading Estate esistono in una forma o nell'altra dal 1782, quando la tenuta fu istituita come luogo di lavoro per i poveri. Le aziende che hanno utilizzato gli edifici includono Hooper Telegraph Works. Recentemente la tenuta è stata sostituita da un complesso residenziale misto. Il Mill House Ecology Center e l'Harvester (ex Mill House Pub) si trovano vicino al sito di un vecchio mulino a vento, i cui resti esistono ancora. C'è anche una pietra di granito scolpita in commemorazione di George Parker Bidder.